# Heinz Simon Keller
Heinz Simon Keller (* 1959 in Schaffhausen) ist ein Schweizer Schauspieler und Regisseur. Von der Spielzeit 2013/14 bis zu seiner fristlosen Kündigung Anfang März 2025 war er Intendant des Theaters der Keller in Köln.

## Leben
Keller absolvierte von 1979 bis 1982 eine Schauspielausbildung an der Hochschule für Darstellende Kunst Mozarteum in Salzburg, die er mit einem Schauspieldiplom abschloss. Seit Anfang der 1980er Jahre war er schwerpunktmässig als Theaterschauspieler, mit diversen Festengagements und Gastengagements, an verschiedenen Theatern in der Schweiz und in Deutschland tätig.
Keller hatte Festengagements am Stadttheater Ulm (1982–1985), am Staatstheater Karlsruhe (1986), am Staatstheater Kassel (1989–1993) und am Stadttheater Heidelberg (1993–1997). In Heidelberg spielte er unter anderem den Oberon in Ein Sommernachtstraum, den Edmund in König Lear und die Titelrolle in Amphitryon von Peter Hacks. Ausserdem trat er dort in Stücken von Carl Sternheim und Thomas Bernhard auf. Für die Spielzeit 2006/07 ging Keller noch einmal mit einem Festengagement an das Städtebundtheater Biel Solothurn. Dort spielte er den Leicester in Maria Stuart, den Andrew in Eine Mittsommernachtssexkomödie von Woody Allen und in der Erstaufführung von Dunkel lockende Welt, einem Theaterprojekt von Klaus Händl.
Seit Mitte der 1990er Jahre arbeitet Keller als freiberuflicher Schauspieler. Unter anderem spielte er am See-Burgtheater in Kreuzlingen (1997 als Lehrer in Der Besuch der alten Dame, 2002 als Thisbe in Ein Sommernachtstraum) und am Theater der Keller in Köln (2007/2008, unter anderem als Werschinin in Drei Schwestern). 2010 übernahm er als Einspringer für den erkrankten Dietrich Siegl die Rolle des Zahnarztes Dr. Julien Desforges in der Boulevardkomödie Die Kaktusblüte an der Komödie im Bayerischen Hof in München. In der Spielzeit 2010/11 inszenierte er am Theater der Keller das Schauspiel Die Banalität der Liebe von Savyon Liebrecht, ein Theaterstück über die Liebesgeschichte der beiden Philosophen Hannah Arendt und Martin Heidegger.
Keller übernahm auch Rollen im Film und im Fernsehen. Im Kino war er in Nebenrollen in Die weiße Rose, Engel und Joe und in Bottrop Boys zu sehen. Er hatte ausserdem Episodenrollen in den Fernsehserien St. Angela, Der Clown, Alarm für Cobra 11, Lindenstraße und SOKO Köln. In der ZDF-Serie Die Rettungsflieger hatte er 2002/2003 eine wiederkehrende Serienrolle; er spielte Karsten, den Freund der Notärztin Sabine Petersen. 2010/2011 verkörperte er in der ZDF-Telenovela Lena – Liebe meines Lebens die Rolle des zwielichtigen Geschäftsmanns Sven Kahl. Keller arbeitete außerdem als Sprecher für Hörspiele. Er wirkte unter anderem in Hörspielproduktionen des Westdeutschen Rundfunks mit.
Keller ist Mitbegründer des 1996 in Heidelberg gegründeten Theater BlackBox. Dort war er als Regisseur und Schauspieler tätig. Zuletzt führte er Regie in Der Schmerz (2011), Frau Müller muss weg (2011) und Wut (2013). Mit Der Schmerz gewann Keller den Kurt-Hackenberg-Preis für politisches Theater.
Zur Spielzeit 2013/14 übernahm Keller die Leitung des Theaters der Keller in Köln.

## Filmografie (Auswahl)
- 1982: Die weiße Rose
- 1990: Der Fahnder – Der zweite Zeuge
- 1998: St. Angela – Tollwut
- 2001: Der Clown – Die Falle
- 2001: Engel & Joe
- 2002: Forsthaus Falkenau – Der Bussard greift an
- 2002–2003: Die Rettungsflieger
- 2003: Kunden und andere Katastrophen
- 2006: Tatort – Der schwedische Freund
- 2006: Alles was zählt
- 2006, 2012: Alarm für Cobra 11 – Die Autobahnpolizei
- 2007: Lindenstraße – Die Arie
- 2008: SOKO Köln – Man liebt nur einmal
- 2010–2011: Lena – Liebe meines Lebens
- 2012: SOKO Köln – In tödlicher Beziehung
- 2016: Heldt – Kunstfreunde
- 2019: Der Staatsanwalt – Ein zweites Leben